# Heliport Watykan
Heliport Watykan – heliport zlokalizowany w Watykanie. Używany jest do prywatnego użytku papieża. Heliport położony jest w południowo-zachodniej części Watykanu, na wysuniętym bastionie (Bastion Pawła VI) watykańskich murów. 

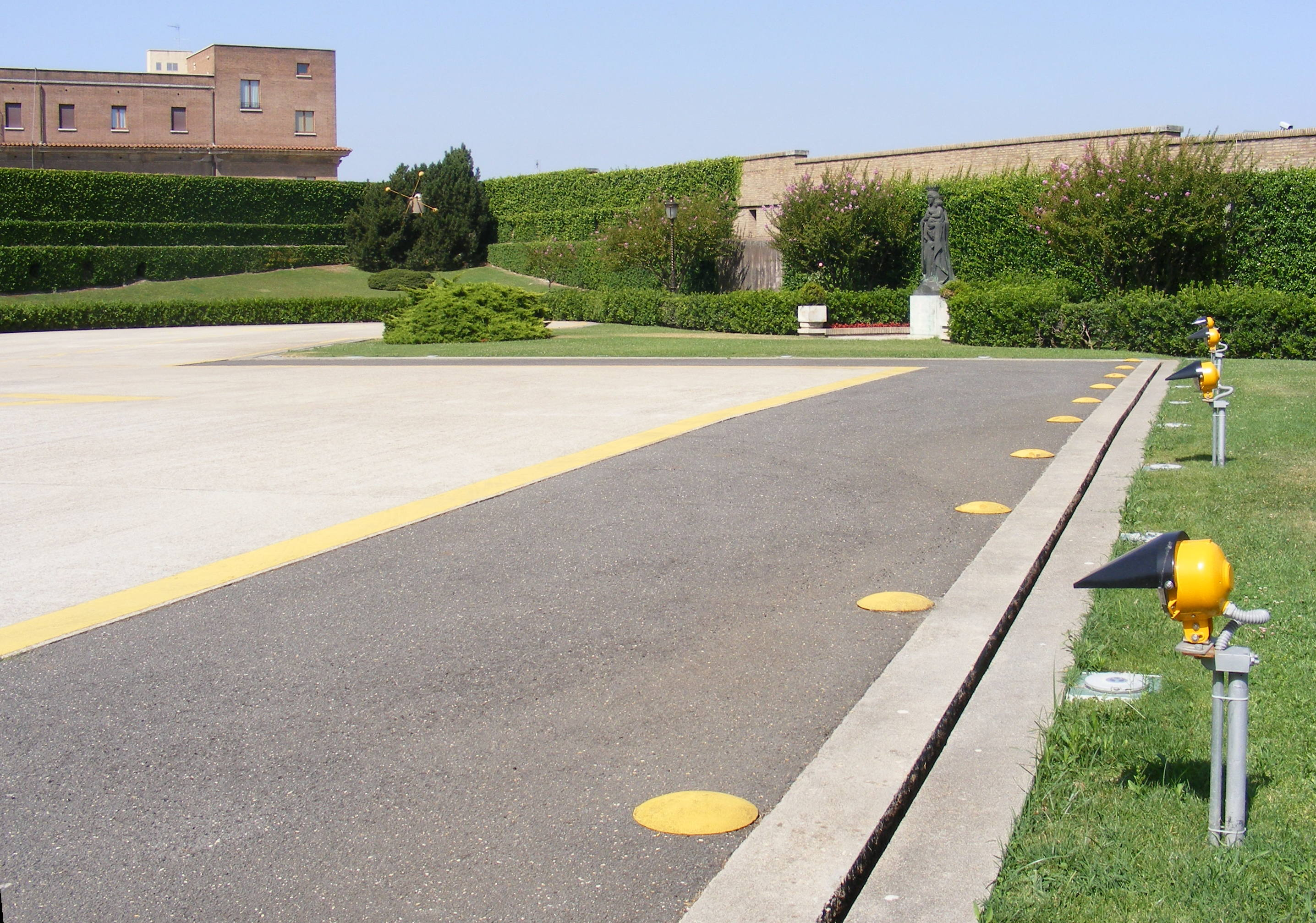
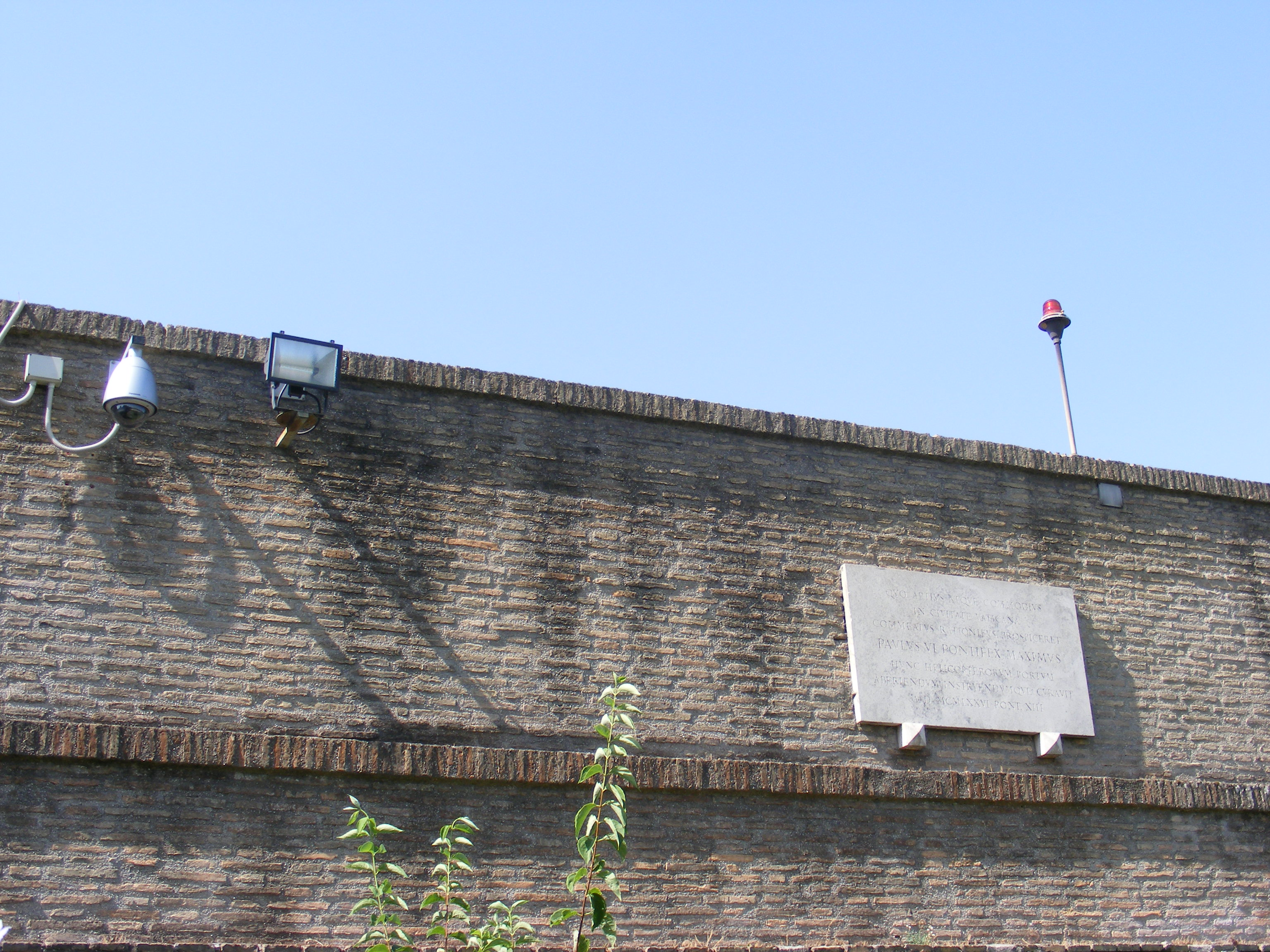